# Tecomanthe
Tecomanthe é um género botânico pertencente à família Bignoniaceae.

## Sinonímia
Campana

## Espécies
Tecomanthe acutifolia Tecomanthe amboinensis Tecomanthe arfakii
Tecomanthe aurantiaca Tecomanthe bureavii Tecomanthe cyclopensis
Tecomanthe dendrophila Tecomanthe elliptica Tecomanthe gjellerupii
Tecomanthe gloriosa Tecomanthe hillii Tecomanthe montana
Tecomanthe nitida Tecomanthe saxosa Tecomanthe speciosa
Tecomanthe ternatensis Tecomanthe venusta Tecomanthe volubilis